# ۳۹ (قمری)
۳۹ (قمری)، سی و نهمین سال در گاهشماری هجری قمری است. اول محرم این سال برابر با اول ژوئن سال ۶۵۹ میلادی است.